# Trichocomaceae
Famille
Les Trichocomaceae sont une famille de champignons Ascomycètes. 

## Liste des genres
Selon Catalogue of Life (6 janvier 2018) :
- genre Aspergillus
- genre Byssochlamys
- genre Capsulotheca
- genre Chaetotheca
- genre Chromocleista
- genre Cladosarum
- genre Dendrosphaera
- genre Dichlaena
- genre Eladia
- genre Emericella
- genre Eupenicillium
- genre Eurotium
- genre Hamigera
- genre Neocarpenteles
- genre Neopetromyces
- genre Neosartorya
- genre Paecilomyces
- genre Penicilliopsis
- genre Penicillium
- genre Petromyces
- genre Phialosimplex
- genre Polypaecilum
- genre Rasamsonia
- genre Redaellia
- genre Sagenomella
- genre Sarophorum
- genre Sclerocleista
- genre Sphaeromyces
- genre Stilbodendron
- genre Stilbothamnium
- genre Talaromyces
- genre Thermoascus
- genre Torulomyces
- genre Trichocoma
- genre Xerochrysium

Selon ITIS (6 janvier 2018) :
- genre Eupenicillium
- genre Eurotium Link
- genre Neosartorya D. Malloch & R. F. Cain, 1972
- genre Talaromyces C. R. Benjamin, 1955

### Genres[3]
- Byssochlamys
- Chaetosartorya
- Chaetotheca
- Chromocleista
- Cristaspora
- Dactylomyces
- Dendrosphaera
- Dichlaena
- Dichotomomyces
- Edyuillia
- Emericella
- Erythrogymnotheca
- Eupenicillium
- Eurotium
- Fennellia
- Hemicarpenteles
- Neocarpenteles
- Neopetromyces
- Neosartorya
- Penicilliopsis
- Petromyces
- Sagenoma
- Talaromyces
- Thermoascus
- Trichocoma
- Warcupiella

Il faut ajouter à cette liste les genres anamorphiques
- Aspergillus,
- Merimbla,
- Paecilomyces,
- Penicillium et
- Polypaecilium